# Kuninkaankari
Kuninkaankari  is een Zweeds waddeneiland behorend tot de Haparanda-archipel. Het eiland ligt voor de kust van de gemeente Haparanda. Het eiland heeft geen oeververbinding en heeft op een enkele overnachtingsplaats na geen bebouwing. In het noorden wordt het door een modderige stroom gescheiden van Öystinkari; eenzelfde modderige stroom scheidt het in het westen van Laitakari.